# Veenhuizerkanaal
Het Veenhuizerkanaal is een kanaal in Veenhuizen in de gemeente Noordenveld. 
Aan de oostkant van Veenhuizen, via Schutsluis No. 1, ligt in het verlengde de Kolonievaart. Verder naar het oosten hiervan ligt de Kolonieschutsluis. Vanaf die sluis maakt de Norgervaart de verbinding met de  Drentsche Hoofdvaart nabij de Norgerbrug.
Het had een lengte van 11,1 km, waar tegenwoordig nog 4,38 kilometer van over is. Breedte op kanaalpeil 13 tot 16 meter, waarbij het kanaalpeil in het eerste pand gerekend vanaf de Drentsche Hoofdvaart Normaal Amsterdams Peil +11,60 m was. Het tweede pand NAP +10,77 m en het derde pand NAP +8,83 m. De bevaarbaarheid was voor schepen tot pakweg 100 ton.
Er lagen 7 beweegbare bruggen over het kanaal, minste wijdte 5,90 m. De twee sluizen waren 6 meter wijd, met een schutlengte van 24,70 m en een drempeldiepte van KP -2 m. De maximale diepgang voor schepen was rond eind jaren 50 1,27 m en er mocht niet harder gevaren worden dan 80 meter per minuut.